# Igazi édesgyökér
Az igazi édesgyökér (Glycyrrhiza glabra), népies néven édesfának és cukorkórónak is nevezik, a hüvelyesek (Fabales) rendjébe, ezen belül a pillangósvirágúak (Fabaceae) családjába tartozó faj. Termesztett gyógynövény, a medvecukor ízesítőanyaga. Kivonata, vagy gyökerének porított növényi anyaga táplálékkiegészítők alapanyaga. Szántók, legelők, parlagok évelő növénye. Ánizsra emlékeztető ízű és illatú gyökérrel rendelkezik.

## Előfordulása
Európában a Földközi-tenger mellékén honos, Olaszországtól egészen Törökországig. Magyarországon rokon faja, a keserű édesgyökér (Glycyrrhiza echinata) őshonos, mely kevésbé édes ízű. Ezen a kontinensen még megtalálható Ukrajnától az európai Dél-Oroszországig. Ázsia nyugati felén is nagy területet nő be; a növénynek határt szab a Himalája és India.

## Megjelenése
1-2 méter magasra növő gyöktörzses évelő. Levelei szórt állásúak, páratlanul szárnyaltak.
Virágzatuk levélhónaljakból fejlődő fürt, virágai liláskékek. Május-júniusban virágzik. Termése 3-5 magvat tartalmazó hüvely.

## Termesztett változatok
- G. glabra var. glandulifera – orosz édesgyökér,
- G. glabra var. pallida – török édesgyökér,
- G. glabra var. typica – spanyol édesgyökér,
- G. glabra var. violacea – perzsa édesgyökér.

## Felhasználása
Az édesgyökér a medvecukor vagy bocskorszíj néven ismert édesség ízesítőanyaga. Felhasználják még a barna sör színezésére, különböző likőrök (például a pastis) ízesítésére, illetve az emésztést serkentő gyógytea készítésére is. Dohány túlzott kiszáradásának megakadályozására, valamint vizes kivonatait italok készítésénél állományjavítóként is felhasználják. Az édesgyökér édes íze a glicirrhizintől származik, az élelmiszer- és gyógyszeripar ízjavítóként hasznosítja.

## Gyógyhatása
Drogja gyöktörzse, gyökerei és tarackja. A VIII. Magyar Gyógyszerkönyvben szereplő drogféleségei: 
- igazi édesgyökér száraz kivonat, ízjavítás céljára (Liquiritiae extractum siccum ad saporandum),
- igazi édesgyökér (Liquiritiae radix),
- édesgyökér folyékony kivonat, standardizált, etanolos (Liquiritiae extractum fluidum ethanolicum normatum).

A növény hatóanyagának köszönhetően jó köptető, nyálkaoldó és köhögéscsillapító, de alkalmazzák simaizom-görcsoldásra is. Kedvező gyulladáscsökkentő hatást fejt ki gyomornyálkahártya-gyulladás, gyomorsavtúltengés okozta nyálkahártya-sérülések esetén. Gyulladáscsökkentő és görcsoldó hatása miatt gyomor- és nyombélfekély kezelésében, ezen kívül erősen édes íze miatt ízjavítóként használják. Túlzott mértékű fogyasztása magas vérnyomást okozhat.

### Hatóanyagai
A gyökér triterpén szaponinokat (glicirrhizint), flavonoidokat, szteroidvegyületeket, kumarint tartalmaz.
A glicirrhizin farmakológiailag aktív vegyület, a kortizol lebontását végző enzim, a 11-béta-hidroxiszteroid-dehidrogenáz (11-β-HSD) gátlója. A 11-β-HSD az aldoszteron (Aldo) hormon célszerveiben lebontja a mineralokortikoid receptorhoz (MR) is kötődő, az aldoszteronnál jóval magasabb koncentrációban jelen lévő kortizolt, így teszi lehetővé, hogy ezekben a szervekben a mineralokortikoid receptor funkcióját az aldoszteron szabályozza..
A glicirrizin ígéretes vegyület a SARS CoV és Covid elleni harcban.
A glicirrizin mellékhatása, hogy csökkenti a vér káliumszintjét, ez azonban jól ellensúlyozható káliumtartalmú élelmiszerek (pl. banán) fogyasztásával.

## Gyűjtése
A növény gyöktörzsét használják gyógyászati célokra, amelynek gyűjtési ideje: október-április. A begyűjtését követően a gyökeret alaposan meg kell tisztítani.

## Megjegyzés
1. ↑  Dános glicirrhizinként, Bernáth glicirrizinként említi.